# Chihuahua (Piura)
Chihuahua es un caserío peruano ubicado en el distrito de Buenos Aires, perteneciente a la provincia de Morropón del departamento de Piura, al norte del Perú. 

## Ubicación
Chihuahua se ubica al norte de la provincia de Morropón, en el distrito de Buenos Aires, en el departamento de Piura.

## Demografía
En 2017 Chihuahua tenía una población de 107 habitantes.
| Gráfica de evolución demográfica de Chihuahua entre 1993 y 2017 |
|                                                                 |
| Fuentes: Población 1993 y 2017                                  |